# Гранже, Жан-Кристоф
Жан-Кристо́ф Гранже́ (фр. Jean-Christophe Grangé; род. 15 июля 1961, Париж) — французский писатель и сценарист. Долгое время в качестве журналиста-фрилансера сотрудничал со многими известными периодическими изданиями. Свой журналистский опыт Гранже использовал в написании романов, которые, являясь по жанру остросюжетными детективами, часто затрагивают сложные темы международного терроризма, политического экстремизма,  сомнительную деятельность оккультных организаций.

## Биография
После получения магистерской степени в Сорбонне (на основании творчества Гюстава Флобера), Гранже стал писателем рекламных текстов и работал в рекламном агентстве. В 1989 году в возрасте 28 лет он стал известным международным корреспондентом, работавшим для таких журналов, как Paris Match, Sunday Times и National Geographic.
Затем Гранже начал работать фрилансером, работающим в собственной компании L & G и самостоятельно оплачивающим свои поездки. Написанные им репортажи из разных стран мира явились важным источником вдохновения для его литературных произведений. Именно в этот период он получил две главные награды в мире журналистики: премию Рейтер (1991) и премию World Press (1992).
В 1994 году Гранже написал свой первый роман «Полёт аистов», больше замеченный критиками, чем широкой общественностью. Однако его второй роман «Пурпурные реки», опубликованный в 1998 году, стал достаточно популярным, особенно после того, как в 2000 году был экранизирован.
В последующие годы писатель создал ещё несколько романов, написал сценарий к фильму «Видок» и текст к комиксу «Проклятие Зенера».
Жан-Кристоф был женат на журналистке Виржини Люк, имеет троих детей: Луи, Матильду и Изе.

## Книги
- Полёт аистов (Le Vol des cigognes), 1994
- Пурпурные реки (Les Rivières pourpres), 1998
- Братство камня (Le Concile de pierre), 2000
- Империя волков (L'Empire des loups), 2003
- Чёрная линия (La Ligne noire), 2004
- Присягнувшие тьме (Le Serment des limbes), 2007
- Мизерере (Miserere), 2008
- Лес мертвецов (La Forêt des mânes), 2009
- Пассажир (Le Passager), 2011
- Кайкен (Kaiken), 2012
- Лонтано (Lontano), 2015
- Конго реквием (Congo requiem), 2016
- Земля мёртвых (La Terre des morts), 2018
- Последняя охота (La Dernière Chasse), 2019
- День Праха (Le Jour des Cendres), 2020
- Обещания богов (Les promesses des dieux), 2022
- Красная карма (Rouge karma), 2023

## Фильмы, поставленные по книгам Гранже
- Багровые реки, 2000
- Братство камня, 2006
- Империя волков, 2005
- Мизерере, 2013
- Полёт аистов, 2013
- Пассажир, 2014—2015
- Багровые реки (сериал), 2018—2022

## Сценарии
- Видок, 2001
- Багровые реки 2: Ангелы апокалипсиса (персонажи), 2004
- Подмена[фр.], 2011
- I3P (сериал), 2022
- Багровые реки (сериал), 2018—2022

## Актёр
- 2016 — Nördicks — Торвальд (эпизод Strophe XIV - Comme Loki dort)